# 山田ジルソン
山田 ジルソン（やまだ じるそん、1988年2月12日 - ）は、ブラジル出身の俳優。血液型はO型。マナセプロダクション所属。

## 人物
- ブラジル生まれ、3歳から静岡で暮らす。
- 趣味はダンス（フリーダンス・ヒップホップ・ブレイクダンス）、空手、ギター、車に乗る、洗車。
- 特技は腕相撲（負けたことがない）とポルトガル語。
- 資格は普通自動車免許、普通自動二輪免許、ガス溶接、普通救命修了証。
- 好きなスポーツは野球、サッカー、サーフィン、スノーボード。
- 好きな芸能人はベッキー、SEAMO、木村拓哉。
- 好きな本は夜の神話とサウダージ。

## 出演

### テレビドラマ
- 花ざかりの君たちへ〜イケメン♂パラダイス〜（2007年、フジテレビ） - 陸上部員 役
- 恋愛百景（2008年8月11日・11月10日、テレビ朝日）
- 赤い糸（2008年、フジテレビ） - コータ 役
- インディゴの夜（2010年、フジテレビ）- シゲル 役

### バラエティー
- カルチャーSHOwQ〜21世紀テレビ検定〜（2008年8月18日、テレビ神奈川）

### 映画
- ピューと吹くジャガー（2007年公開） - LIVE観客 役

### 舞台
- 歓喜〜よろこび〜の歌（2008年11月22日〜30日、前進座劇場） - ひろみ 役
- 朗読劇「苦情の手紙」（2009年5月7日、博品館劇場）
- ミュージカル「絆 －少年よ、大紙を抱け！－」（2010年11月18日 - 2010年11月23日、新国立劇場・中劇場）

### PV
- GHOSTY BLOW「チェンヂ！(鬼ごっこ)」(2007年)